# 교황 조시모
교황 조시모(라틴어: Zosimus PP., 이탈리아어: Papa Zosimo)는 제41대 교황(재위: 417년 3월 18일 - 418년 12월 26일)이다. 사후 성인으로 시성되었으며, 축일은 12월 26일이다.
《교황 연대표》는 조시모에 대해 “그리스인이며, 아버지는 아브람이다.”라고 기록하고 있다. 아버지의 이름으로 보아 유다인일 가능성도 있지만, 확실하지는 않다.
조시모가 교황이 되기 전의 생애에 대해서는 전혀 알려져 있지 않다. 그가 교황으로 착좌한 날은 417년 3월 18일이다. 그의 교황 착좌식에는 콘스탄티누스 3세 황제에 의해 쫓겨난 헤로스를 대신하여 아를의 주교가 된 파트로클루스도 참석하였다. 파트로클루스는 즉시 새 교황으로부터 전폭적인 신임을 받았다. 그리하여 그해 3월 22일 파트로클루스는 조시모 교황으로부터 비엔넨시스와 나르보넨시스 지역의 모든 주교를 관할하는 관구장에 서임한다는 서신을 받았다. 이에 더해, 그는 갈리아 전 지역에 대해 일종의 교황 대리가 되었다. 그리하여 갈리아의 어떤 사제도 파트로클루스의 친서가 없이는 로마로 가서 교황을 알현하는 것이 허용되지 않았다.
400년경 트리어에 있던 갈리아 총독부(Prefectus Praetorio Galliarum)가 아를로 이전하였다. 당시 아를의 주교인 파트로클루스는 때마침 조시모 교황의 신임을 얻고 있는 것을 기회 삼아 갈리아 총독의 지위까지 얻고자 하였다. 이러한 조치는 갈리아 교회에서 자연적으로 반발을 불러일으켰다. 아를 교구의 이러한 승격을 자신들의 권리에 대한 침해로 간주한 빈의 주교 심플리치오와 나르본의 주교 힐라리오, 마르세유의 주교 프로쿨로는 교황 조시모에게 이의를 제기하였다. 이의를 제기한 몇몇 주교들은 순명을 거부하여 결국 교구장직에서 물러나야만 했다. 이러한 논쟁은 레오 대교황의 시대가 와서야 진정되었다. 한편, 달마티아의 수좌주교인 살로나의 헤시키우스에게 보낸 서한에 의하면 조시모는 서방의 일리리쿰을 위해 그곳에도 자신의 총대리를 임명할 계획이었던 것으로 알려졌다.

## 펠라기우스주의와의 충돌
조시모 교황의 재위기간 중에 펠라기우스주의에 관해서 중대한 결정이 내려졌다. 콘스탄티노폴리스에서 추방당한 카엘레스티우스가 로마로 와서 이미 전임 교황 인노첸시오 1세에 의해 단죄받은 바 있는 펠라기우스주의를 옹호하며 새 교황 조시모에게 이의를 제기하며 항소하였다. 417년 여름, 조시모는 성 클레멘스 대성당에서 로마 성직자들과 회의를 가져 카엘레스티우스에 관한 심사가 이루어졌다. 411년 카엘레스티우스가 카르타고에서 단죄받음에 따라, 밀라노의 바울리노 부제는 카엘레스티우스가 지닌 사상의 오류들을 나열한 목록을 작성해 그 앞에 보냈다. 카엘레스티우스는 자신의 오류를 인정하는 것을 거부하는 한편 전임 교황 인노첸시오 1세가 보냈던 서신에 서술된 가르침을 받아들였다고 공표하면서 신앙 선서문을 제출하였다. 조시모는 카엘레스티우스의 계산된 행동에 속아 그가 정말로 전임 교황 인노첸시오 1세에 의해 단죄받은 오류 사상을 주장했는지 여부는 불확실하다고 보았다. 그렇기 때문에 카엘레스티우스를 단죄한 아프리카 주교들의 결의가 너무 성급하게 내려졌다고 보았다. 조시모는 카엘레스티우스가 제출한 신앙 선서문에서 아무런 오류도 발견하지 못했기 때문에, 그를 변호하며 아프리카 주교들을 책망하는 서신을 썼다. 그가 책망한 주교들 중에는 갈리아의 주교들인 헤로와 라자로도 포함되어 있었다. 카르타고의 아우렐리우스 대주교는 이에 반발하여 즉시 시노드를 소집하여 교황이 속았다는 것을 알고 그에게 해명하는 답신을 보내기로 했다. 조시모 역시 아프리카 주교들에게 보낸 서신에서 그들을 책망하기는 했지만, 아직 분명하게 정해진 것은 아니라면서 아프리카 주교들과의 협의 없이 단독적으로 결정을 내리지는 않다는 뜻을 표현하였다. 418년 5월 1일 아프리카 주교 시노드에서 교황에게 답신을 보낸 동시에 호노리우스 황제 역시 펠라기우스주의에 반대한다고 선언하면서 교황 조시모는 마침내 펠라기우스주의와 그 사상을 따르는 이들은 정통 기독교 신앙에 위배된다고 선언한 칙령을 공표하였다.
이러한 일이 있은 후에 곧바로 조시모는 주교 장상에 의해 처벌받은 사제들의 상소권과 관련하여 아프리카 주교들과 논쟁을 벌이게 되었다. 시카의 아피아리우스 신부는 죄를 지었다는 이유로 교구장 우르바노 주교에 의해 파면되자, 아프리카 교회에서 규정한 정식 호소 절차를 거치지 않고 바로 교황에게 상소하였다. 교황은 즉시 아피아리우스 신부의 항소를 받아들였으며, 그 문제를 조사하기 위해 교황특사를 자신의 서신과 함께 아프리카에 보냈다. 하지만 교황이 먼저 아피아리우스 신부에게 아프리카 교회에서 먼저 항소 절차를 밟도록 권고하는 편이 더 현명한 처신이었을 것이다. 조시모는 자신이 취한 조치의 근거로 제1차 니케아 공의회에서 제정된 교회법을 제시했지만, 실제로는 사르디카 교회회의에서 제정된 교회법이었다. 아프리카 주교들은 조시모 교황이 근거로 제시한 내용이 니케아 법전의 아프리카 복사본에는 포함되어 있지 않았다는 이유로 이의를 제기하였다. 아프리카 사본은 로마 사본과는 달리 착오 없이 니케아 공의회 법전이 그대로 실려 있었다. 어쨌든 이러한 착오로 아피아리우스 신부의 청원 문제를 놓고 교황과 아프리카 주교들 간에 심각한 의견 불일치가 일어나면서 갈등을 빚게 되었다. 이러한 논쟁은 조시모 사후에도 지속되었다.
조시모 교황이 작성한 서신은 앞서 언급한 교황의 서신 외에도, 파면당한 주교 문제로 아프리카 속주 주교들에게 보낸 서신들과 프리실리아누스주의 그리고 여러 계층에 속한 이들의 사제 서품 문제에 갈리아와 히스파니아 속주 주교들에게 보낸 서신 등이 남아 있다. 《교황 연대표》에 의하면, 조시모 교황은 부제들이 수대를 착용하는 것과 예수 부활 대축일에 부활을 상징하는 촛불을 밝히는 예식, 사제들의 선술집 방문 금지 등을 제정했다고 한다. 조시모 교황은 또한 산 로렌초 푸오리 레 무라 성당의 무덤을 건설하도록 지시했다고 한다.

## 같이 보기
- 교황 목록